# Савиново (Калузька область)
Савиново (рос. Савиново) — присілок в Малоярославецькому районі Калузької області Російської Федерації.
Населення становить 19 осіб. Входить до складу муніципального утворення Присілок Березовка.

## Історія
Від 2004 року входить до складу муніципального утворення Присілок Березовка.

## Населення
| 2002 | 2010 |
| ---- | ---- |
| 24   | ↘19  |